# Carey Wilber
Carey Wilber (Buffalo, 26 giugno 1916 – Seattle, 2 maggio 1998) è stato uno sceneggiatore statunitense.

## Biografia
Attivo sin dai primi anni della televisione americana, iniziò la carriera di sceneggiatore dal 1952 e fu attivo nei tre decenni successivi in diversi telefilm di successo, tra le quali Captain Video and His Video Rangers, The Asphalt Jungle,  Lost In Space, Kronos - Sfida al passato, Bonanza, Barnaby Jones e General Hospital. Per il cinema scrisse soggetto e sceneggiatura di tre pellicole tra il 1968 e il 1982.
È noto anche per la controversia relativa alla paternità di un episodio della serie televisiva Star Trek, intitolato Spazio profondo (Space seed), originariamente scritto da Wilber per un'altra serie televisiva e revisionato in maniera sostanziale (poiché sarebbe stato troppo costoso girarlo nelle intenzioni originarie di Wilber) da Bob Justman, Gene L. Coon e Gene Roddenberry, che tentò in seguito, senza successo, di rivendicarne i diritti sulla sceneggiatura.
In Italia firmò, non accreditato, in collaborazione con Alan Hackney, Francesco Milizia e Biagio Proietti, un episodio della serie televisiva K2 + 1, diretto da Luciano Emmer.
È deceduto nel maggio del 1998 all'età di 81 anni.

## Filmografia

### Sceneggiatore televisivo
- Gulf Playhouse – serie TV, un episodio (1952)
- Lux Video Theatre – serie TV, 4 episodi (1952-1953)
- Armstrong Circle Theatre  – serie TV (1952-1954)
- General Electric Theater  – serie TV, un episodio (1953)
- Kraft Television Theatre – serie TV, due episodi (1953)
- The Secret Files of Captain Video – serie TV, un episodio (1954)
- Schlitz Playhouse of Stars – serie TV, un episodio (1954)
- Captain Video and His Video Rangers – serie TV, 3 episodi (1954-1955)
- Studio One in Hollywood – serie TV, 4 episodi (1954-1955)
- Assignment Foreign Legion – serie TV, 2 episodi (1957)
- Robin Hood – serie TV, un episodio (1957)
- Sugarfoot – serie TV, un episodio (1957)
- Harbormaster – serie TV, 4 episodi (1957-1958)
- The Californians – serie TV, 28 episodi (1957-1959)
- Mackenzie's Raiders – serie TV, un episodio (1958)
- Maverick – serie TV, un episodio (1958)
- Hudson's Bay – serie TV, un episodio (1959)
- Mike Hammer – serie TV, un episodio (1959)
- This Man Dawson (1959-60) – serie TV, 2 episodi (1959-1960)
- The Troubleshooters (1959-60) – serie TV, 3 episodi (1959-1960)
- Bonanza – serie TV, 5 episodi (1959-1969)
- La valle dell'oro (Klondike) – serie TV, un episodio (1960)
- The Case of the Dangerous Robin – serie TV, un episodio (1960)
- Outlaws – serie TV, 5 episodi (1960-1962)
- The Americans – serie TV, un episodio (1961)
- The Asphalt Jungle – serie TV, un episodio (1961)
- Corruptors (Target: The Corruptors) – serie TV, un episodio (1961)
- Avventure in paradiso (Adventures in Paradise) – serie TV, 2 episodi (1961-1962)
- Gli intoccabili (The Untouchables) – serie TV, 2 episodi (1962-1963)
- Gli uomini della prateria (Rawhide) – serie TV, 4 episodi (1962-1964)
- Going My Way – serie TV, un episodio (1963)
- Sam Benedict – serie TV, un episodio (1963)
- La legge del Far West (Temple Houston) – serie TV, 2 episodi (1963)
- The Wide Country – serie TV, un episodio (1963)
- Il virginiano (The Virginian) – serie TV, 11 episodi (1963-1965)
- Gli inafferrabili (The Rogues) – serie TV, un episodio (1964)
- Daniel Boone – serie TV, 5 episodi (1965)
- La leggenda di Jesse James (The Legend of Jesse James) – serie TV, un episodio (1965)
- La grande vallata (The Big Valley) – serie TV, 2 episodi (1965-1966)
- Lost in Space – serie TV, 7 episodi (1965-1967)
- The Monroes – serie TV, 2 episodi (1966)
- Twelve O'Clock High – serie TV, 4 episodi (1966)
- Kronos - Sfida al passato (The Time Tunnel) – serie TV, 3 episodi (1966-1967)
- Star Trek – serie TV, episodio 1x22 (1967)
- Tarzan – serie TV, 8 episodi (1967-1968)
- Ironside – serie TV, 2 episodi (1968-1969)
- Lancer – serie TV, 7 episodi (1968-1970)
- Operazione ladro (It Takes a Thief) – serie TV, un episodio (1969)
- K2 + 1 – serie TV, un episodio, Il furto del Raffaello (1971)
- Detective anni trenta (Banyon) – serie TV, un episodio (1972)
- Squadra emergenza (Emergency!) – serie TV, un episodio (1972)
- Chase – serie TV, 2 episodi (1973-1974)
- Cannon – serie TV, 6 episodi (1973-1976)
- Hawaii Squadra Cinque Zero (Hawaii Five-0) – serie TV, 2 episodi (1973-1980)
- Devlin – serie animata (1974)
- Il cacciatore (The Manhunter) – serie TV, 2 episodi (1974-1975)
- Caribe – serie TV, un episodio (1975)
- Barnaby Jones – serie TV, un episodio (1975)
- Matt Helm – serie TV, un episodio (1975)
- Bronk – serie TV, 2 episodi (1975-1976)
- Switch – serie TV, un episodio (1977)
- Wonder Woman – serie TV, un episodio (1977)
- Lucan – serie TV, un episodio (1978)
- General Hospital – serie TV, un episodio (1979)

### Sceneggiatore Film
- Tarzan and the Four O'Clock Army (1968)
- Tarzan and the Perils of Charity Jones (1971)
- Confessions of a DA Man (1978) - film televisivo
- Chase Through Time, episodio di Aliens from Another Planet (1982)